# تعليم التقانة

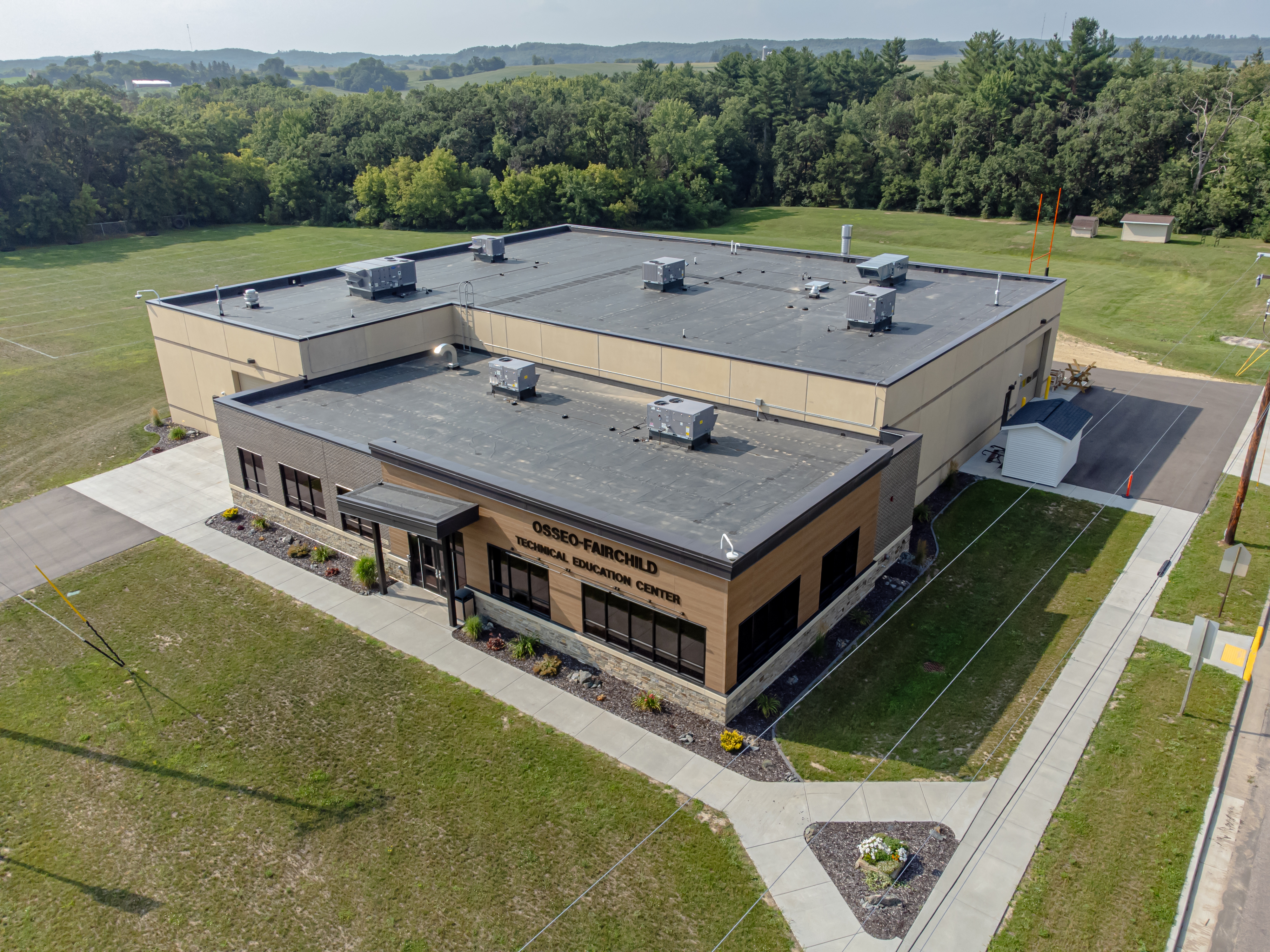
مركز أوسيو فيرتشيلد للتعليم التقني

تعليم التقانة (بالإنجليزية: Technology education) هي دراسة التقانة، وفيها يتعلم الطالب العمليات والمعرفات الخاصة بالتكنولوجيا.
ويشمل تعليم التقانة قابلية الإنسان على تغيير العالم الملموس بغرض سد أحتياجات الإنسان، عن طريق تغيير المواد والتحكم فيها، وابتكار أدوات تساعده على تغيير العالم الذي يعيش إلى الأفضل.

## الثورة التقنية الحديثة
التغير في التكنولوجيا يغير من تقريبا كل مناحي الحياة؛ كيف يكتسب الناس نفقات معيشتهم، وكيف تساعد الحكومات في مساعدة مواطنيها، والتنمية الاقتصادية، وتحسين الأوضاع الصحية.
يتحدث المختصون في المؤتمر الاقتصادي الدولي المنعقد في يناير وفبراير 2016 عن «الثورة الصناعية الرابعة» في دافوس بسويسرا؛ وهي مرحلة تقدم الذكاء الاصطناعي، وتعليم الآلات والروبوتات وتقنية النانو والطبع في ثلاثة أبعاد 3D-printing ، والتحكم في الجينات والتقنية الحيوية Biotechnology.
لا تتغير تلك التقنيات حاليا بسرعة كبيرة بالمقارنة بتغيرها في الماضي ولكنها تتداخل مع الاقتصاد العالمي وتغيره ابتداءا من سوق العمل. تلك التغيرات تشمل تغيرات في اقتصاديات المجتمعات.
في الثمانينيات من القرن الماضي اخترع الحاسوب، وبدأت الشركات والمصانع تنتقل من العمالة اليدوية إلى العمالة باستخدام الحواسيب، وانفتحت تقنية السوفتوير للإيفاء بالاحتياجات الإنتاجية والتجارية والاجتماعية والصحية.
وحدثت طفرة كبيرة في حيازة الشركات والبنوك والمصانع على الحواسيب الشخصية. ولم يمر زمن أكثر من عقد واحد لكي تجني تلك المصانع والشركات مكاسب تحولها إلى الحواسيب وازدياد الاعتماد عليها بدلا من العمالة. وحاليا يحمل كثير من الناس في جيوبهم هواتف عالية التقنية smartphones، تبلغ قدرة كل منها عشرات المرات قدرة الحاسوب الذي ساعد أرمسترونج في الهبوط على سطح القمر.
الطفرة التي أحدثها اختراع الحاسوب والانترنت أظهرت تـأثيراتها على حياتنا اليومية وسير العمليات في المصانع والشركات خلال عشرة سنوات. وربما تعمل التقنيات المستجدة «تقنية الثورة الصناعية الرابعة» على احداث تغيرات أسرع في طريقة اكتساب الرزق. فهي تحث المؤسسات الاقتصادية والصناعية على المنافسة والتسابق لاكتساب الأسواق، وتحث على الابتكار الصناعي. وتشمل تلك التغيرات: تغيرات في المواصلات وطرق الاتصالات والبنية التحتية، وحتى طرق البناء وطرق علاج الأمراض.
قد تؤثر تقنية الذكاء الاصطناعي Artificial Intelegence ربما بخفض العمالة في سوق العمل بنسبة 5% ولكنها بلا شك سوف تؤثر على الكثير من الأعمال والنشاطات الأخرى؛ متى أنها سوف تجبر المؤسسات والحكومات على الصرف أكثر في مجال التعليم وتدريب العاملين.

## مراحل الثورات الصناعية
يصنف الخبراء الثورات الصناعية التي حدثت خلال المئتي عام السابقة وأثرت على طرق التصنيع والانتقال والاتصالات، كما أثرت على المجتمعات كالآتي:
- الثور الصناعية الأولى: 1784 باختراع الآلة البخارية، حي بدأت ميكنة الإنتاج، وميكنة الانتقال بواسطة الطاقة البخارية.
- الثورة الصناعية الثانية. 1870 أي نحو 100 عام بعد تقنية الآلة البخارية انتقل الإنتاج والاتصال والمواصلات إلى استخدام الطاقة الكهربائية، وقد أدت طفرة وتغير كبير في المجتمعات.
- الثورة الصناعية الثالثة: 1969 اختراع الحاسوب ونقل أول رسالة عن طريق الإنترنت، ودخول الحواسيب في معظم مناحي التصنيع والاتصالات والتعليم.
- الثورة الصناعية الرابعة: وهي المرحلة المبتدأة حاليا حيث ظهرت تقنيات Artificial Intelegence و Big Data (الروبوتات وتعليم الآلات وتقنية النانو والتحكم في الجينات وتطبيق الطباعة الثلاثية الابعاد في الصناعة والإنتاج والتقنية الحيوية.)

## اقرأ أيضًا
- تقانة
- معرفة
- ثورة صناعية